# صاریغ چهارچشم قهوه‌ای
صاریغ چهارچشم قهوه‌ای (نام علمی: Metachirus nudicaudatus) نام یک گونه از تیره صاریغ است.